# Racket (film, 1980)
Pour les articles homonymes, voir Racket (homonymie).
Pour plus de détails, voir Fiche technique et Distribution.
Racket : Du sang sur la Tamise (titre original : The Long Good Friday) est un film britannique réalisé par John Mackenzie, sorti en 1980.

## Synopsis
Belfast, fin des années 1970. Un homme élégant pénètre dans une voiture avec une valise pleine d'argent. Celle-ci est remise à un intermédiaire après que ce dernier en a prélevé une petite somme. Cette valise est finalement livrée dans un cottage isolé où trois hommes se lancent dans un décompte et un partage. Pendant ce temps, notre homme et son complice se rendent dans un pub. Au bar, il séduit un jeune garçon. Alors qu'il paie la note, le jeune homme et le chauffeur sont enlevés et aussitôt exécutés. Au même instant, un commando armé pénètre dans le cottage où a lieu le partage.
Le lendemain, à Londres, Harold Shand (Bob Hoskins), un homme d'affaires londonien, reçoit avec sa charmante épouse Victoria (Helen Mirren) un parterre d'officiels londoniens sur son yacht amarré sur les docks désaffectés. Il y dévoile son plan de réaménagement de ces lieux, anciens symboles de la puissance économique de Londres, en prévision des JO. Il déclare également sa conviction que Londres est vouée à devenir la capitale d'une Union européenne, que le Royaume-Uni vient de rejoindre, et que le pays est condamnée à évoluer vers un nouveau modèle économique.
Pourtant, le projet semble dépendre de l'investissement d'un mystérieux Charlie (Eddie Constantine), qui arrive des États-Unis.
Notre porteur de mallette se laisse séduire par un éphèbe (Pierce Brosnan) à la piscine. Ce dernier l'attire dans les douches avant de le poignarder sauvagement. Au même moment, la Rolls Royce de la vieille mère d'Harold explose au retour de la messe. Une bombe désamorcée est également retrouvée dans son casino avant que le restaurant où Harold avait l'intention d'inviter Charlie soit à son tour plastiqué. Ça fait beaucoup : quelqu'un veut faire capoter la transaction, mais qui ?
Victoria tâche de sauver la face, accompagnée d'un officiel corrompu, pendant qu'Harold prend les choses en main. Tout devient plus limpide : Harold n'est autre qu'un « parrain » local en recherche d'une nouvelle virginité, alors que Charlie représente les intérêts de la Mafia. Mais c'est quand on apprend que l'IRA pourrait être impliquée dans ces événements qu'on devine qu'il ne s'agit plus d'une simple guerre des gangs.

## Fiche technique
- Titre français : Racket : Du sang sur la Tamise
- Titre original : The Long Good Friday
- Réalisation : John Mackenzie
- Scénario : Barrie Keeffe
- Musique : Francis Monkman
- Photographie : Phil Meheux
- Montage : Mike Taylor
- Costumes : Tudor George
- Production : Barry Hanson
- Sociétés de production : Black Lion Films, Calendar Productions & HandMade Films
- Société de distribution : HandMade Films (Royaume-Uni), Embassy Pictures (États-Unis), LMD (France)
- Pays :  Royaume-Uni
- Budget : 930 000 £[2]
- Langues : anglais et français
- Format : Couleur - Mono - 35 mm - 1.85:1
- Genre : Drame
- Durée : 92 min
- Dates de sortie :
  -  Royaume-Uni : novembre 1980 (Festival du film de Londres), 29 mars 1981 (sortie en salles)
  -  France : 17 mai 1980 (marché du Festival de Cannes), 19 octobre 1983
- Classifications : 
  -  interdit aux moins de 18 ans[3]
  -  interdit aux moins de 12 ans[4]
- Affiches : Macario Gómez Quibus (Espagne), Michel Landi (France)

## Distribution
- Bob Hoskins (VF : Henry Djanik) : Harold Shand
- Helen Mirren (VF : Martine Messager) : Victoria
- Eddie Constantine (VF : Edmond Bernard) : Charlie
- Derek Thompson (en) (VF : Patrick Poivey) : Jeff
- Bryan Marshall (VF : Dominique Paturel) : le conseiller municipal George Harris
- Dave King : Parky
- P.H. Moriarty : Victor
- Stephen Davies : Tony
- Paul Freeman : Colin
- Paul Barber : Erroll
- Patti Love : Carol
- Georgie Phillips : Eugene
- Roy Alon : Captain Death (capitaine de police)
- Tony Rohr : O'Flaherty
- Pierce Brosnan : Tueur irlandais 1
- Daragh O'Malley : Tueur irlandais 2

## Sortie et accueil

### Box-office
- Royaume-Uni : 426 308 £[5] (25 449 £ pour la ressortie en 2015[6])
- France : 13 978 entrées[7]

### Réception critique
Le film obtient des critiques positifs, recueillant un taux d'approbation de 97 % sur le site Rotten Tomatoes, sur la base de 29 critiques et une note moyenne de 8,1/10. Le consensus critique du site Web se lit comme suit : « Bob Hoskins commande une performance sournoisement sinistre dans The Long Good Friday - un film de gangsters avec une intelligence féroce, une intrigue serrée et des sensations fortes ».
Le site Metacritic lui attribue un score de 82/100, basé sur 16 critiques et une mention « acclamation universelle ».

## Distinctions
| Prix                                       | Année | Catégorie                         | Récipiendaire  | Résultat   |
| ------------------------------------------ | ----- | --------------------------------- | -------------- | ---------- |
| British Academy Film Award                 | 1982  | Meilleur acteur                   | Bob Hoskins    | Nomination |
| Edgar Award                                | 1983  | Meilleur scénario de film         | Barrie Keeffe  | Lauréat    |
| Evening Standard British Film Award        | 1982  | Meilleur acteur                   | Bob Hoskins    | Lauréat    |
| Los Angeles Film Critics Association Award | 1982  | Meilleur film en langue étrangère | John Mackenzie | Nomination |

Racket est classé à la 21e place dans la liste des « 100 meilleurs films britanniques » du British Film Institute. En 2016, Empire a classé le film à la 19e place de sa liste des « 100 meilleurs films britanniques ».

## Autour du film
- Première apparition cinématographique pour Pierce Brosnan. Il retravaillera de nouveau avec le réalisateur, mais cette fois dans le rôle principal du thriller d'espionnage Le Quatrième Protocole sorti en 1987.
- Bob Hoskins et Helen Mirren se retrouveront 21 ans plus tard dans le film Last Orders réalisé par Fred Schepisi.
- Le réalisateur John Mackenzie collaborera de nouveau avec Bob Hoskins dans le film Le Consul honoraire réalisé 3 ans plus tard.
- À la suite de sa performance, Bob Hoskins reçut une lettre de félicitations de la part de Ronald Kray, un célèbre gangster londonien.
- Initialement, Bob Hoskins fut vocalement doublé afin d'éviter que les Américains ne soient dérangés par son accent londonien typique. Hoskins fit pression sur les producteurs du film et menaça de les attaquer en justice. Il obtint gain de cause et le doublage fut retiré.
- Du sang sur la Tamise fait partie des films culte cités par Gauthier Jurgensen dans son livre J'ai grandi dans des salles obscures.